# 에이온 베일리
에이온 베일리(영어: Eion Bailey 이온 베일리[*], 영어 발음: /ˈiːɒn/, 1976년 6월 8일 ~ )는 미국의 배우이다.

## 출연 작품

### 영화
- 파이트 클럽 (1999)
- 열정의 무대 (2000)
- 올모스트 페이머스 (2000)
- 마인드헌터 (2004)
- 익스토션 (2017) - 케빈 라일리 역

### 텔레비전
- 뱀파이어 해결사 (1997)
- 도슨의 청춘일기 (1998)
- 밴드 오브 브라더스 (2001)
- 위드아웃 어 트레이스 (2003)
- ER (2005)
- CSI: 뉴욕 (2005)
- 콜드 케이스 (2009)
- 넘버스 (2009)
- 코버트 어페어스 (2010-11)
- 30 ROCK (2011)
- 로앤오더: 뉴욕 특수수사대 (2011)
- 원스 어폰 어 타임 (2012-17)
- 로앤오더: 성범죄 전담반 (2013)
- 레이 도노반 (2014)
- 스토커 (2015)
- FBI (2018)
- 에밀리, 파리에 가다 (2020)
- 프롬 (2022-현재)